# Dolní Beřkovice
Dolní Beřkovice (deutsch Unter Berschkowitz) ist eine Gemeinde in Tschechien. Sie liegt vier Kilometer nordwestlich von Mělník und gehört zum Okres Mělník.

## Geographie
Dolní Beřkovice befindet sich am linken Ufer der Elbe. Nördlich erhebt sich am anderen Flussufer der Libocher Berg (234 m). Westlich des Dorfes verläuft die Bahnstrecke Praha–Děčín. Im Nordwesten liegen die Anlagen des Kraftwerks Mělník.
Nachbarorte sind Křivenice, Liběchov und Malý Liběchov im Norden, Velký Koráb, Vehlovice und Malý Koráb im Osten, Mlazice und Mělník im Südosten, Vliněves im Süden, Cítov im Südwesten sowie Podvlčí im Westen.

## Geschichte
Das Gebiet der Gemeinde war bereits in vorchristlicher Zeit besiedelt. Insbesondere die Sandgruben von Vliněves gelten als reichhaltige archäologische Fundstätten.
Erstmals urkundlich erwähnt wurde Byerzkowicz im Jahre 1318 als Besitz des Jarosius de Byerzkowicz. Später gehörte das Dorf Vychna von Velenec und danach den Kaplirz de Sulewicz. 1452 erwarben die Vladiken von Šebířov die Feste. Das Geschlecht nannte sich fortan Beřkovský von Šebířov. Nikolaus Beřkovský verkaufte 1597 die elf Dörfer umfassende Herrschaft Beřkovice an den meißnischen Adligen Sigmund Wilhelm von Bellwitz und Nostitz. Dieser ließ 1606 die Wasserfeste zu einem Renaissanceschloss umgestalten.

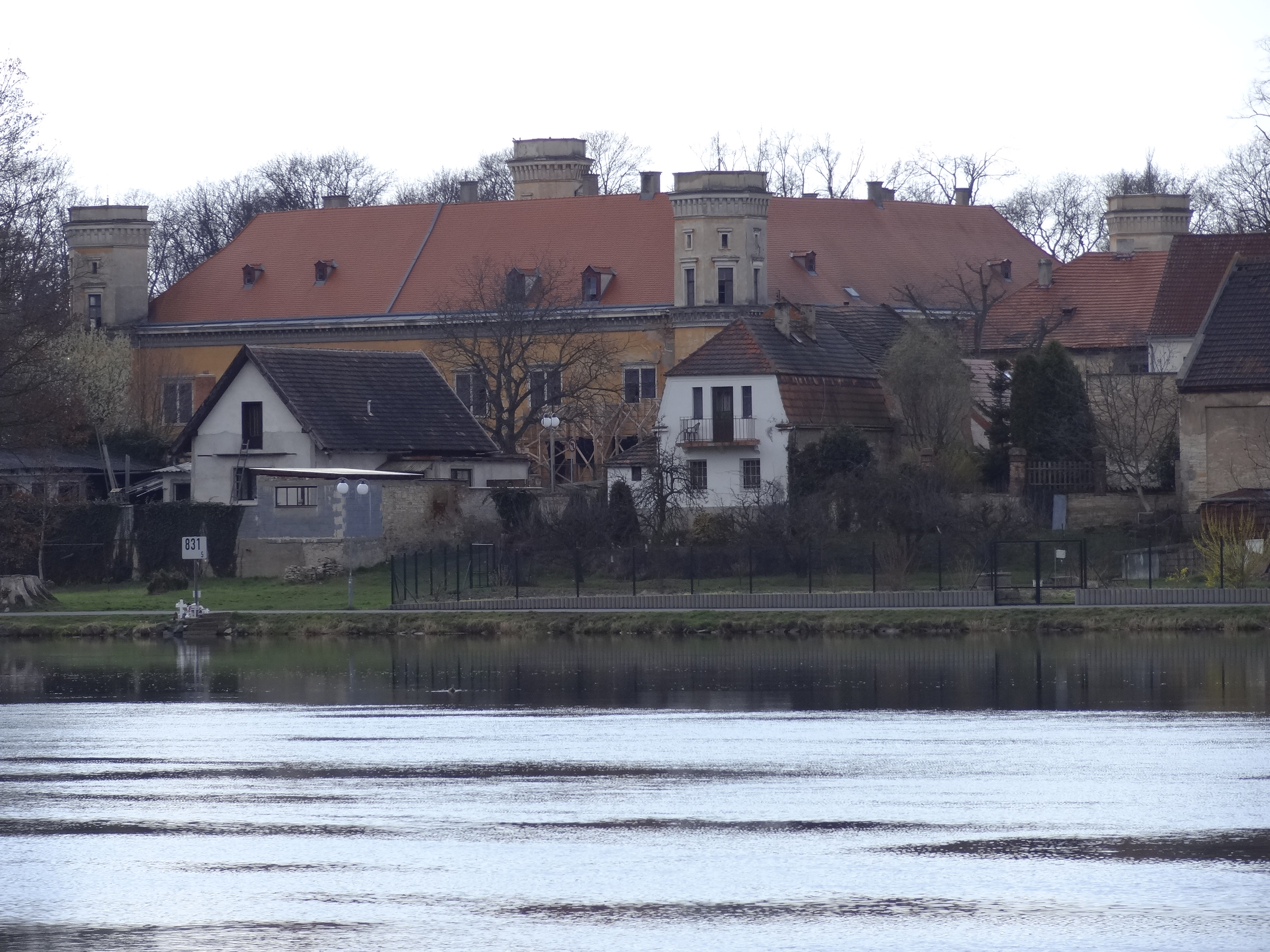
Schloss Dolní Beřkovice

Nach der Schlacht am Weißen Berg wurde der Besitz der Herren von Bellwitz und Nostitz 1622 konfisziert und als Dank für treue Dienste und insbesondere die Gewährung von Unterstützung und Unterschlupf für die defenestrierten kaiserlichen Statthalter Jaroslav Borsita von Martinic und Wilhelm Slavata 1627 an Polyxena von Lobkowicz veräußert. Die Herrschaft gehörte fortan der Raudnitzer Linie der Fürsten von Lobkowitz.
Seit 1785 wurde zur Unterscheidung vom naheliegenden gleichnamigen Ort die Bezeichnung Dolní Beřkovice verwendet. In der ersten Hälfte des 19. Jahrhunderts begründete Josef von Lobkowitz die Unter Berschkowitzer Linie des Geschlechtes, deren Sitz das Schloss Dolní Beřkovice wurde. Josef von Lobkowitz veranlasste 1853 einen Umbau des Schlosses im neogotischen Stil durch die Wiener Architekten Heinrich von Ferstel und Stoch.
Nach der Aufhebung der Patrimonialherrschaften bildete Dolní Beřkovice ab 1848 eine Gemeinde im Bezirk Mělník. 1858 gründete Franz Horsky die Fürstl. Josef v. Lobkowitz´sche Zuckerfabrik zu Unterbeřkowitz, Franz Horský. Seit 1890 hatte die Zuckerfabrik eine tägliche Kapazität von 7.000 Doppelzentnern Rüben und war damit eine der größten in Böhmen. In der zweiten Hälfte des 19. Jahrhunderts gründete die Familie Lobkowicz eine Mälzerei und Brauerei. Zwischen 1903 und 1907 entstanden bei Dolní Beřkovice zwei Wehranlagen in der Elbe. 1910 kam zur Gemeinde der Ortsteil Podvlčí, der bis dahin zu Křivenice gehört hatte, hinzu. Von 1938 bis 1960 war im Schloss eine Bürgerschule, später eine Grundschule untergebracht.
Im Jahre 1948 wurde die Familie Lobkowicz enteignet. 1961 erfolgte die Eingemeindung von Vliněves. Nach der Samtenen Revolution ging das Schloss in den 1990er Jahren an Marie Julie Prinzessin von Thurn und Taxis-Lobkowitz zurück. Durch das Elbhochwasser im August 2002 wurde das Schloss stark beschädigt. Seither laufen Rekonstruktionsmaßnahmen.

## Gemeindegliederung
Die Gemeinde Dolní Beřkovice besteht aus den Ortsteilen Dolní Beřkovice (Unter Berschkowitz), Podvlčí (Podwiltschi) und Vliněves (Weißkirchen).

## Sehenswürdigkeiten
- Schloss Dolní Beřkovice mit englischen Park, erbaut 1606 für Sigmund Wilhelm von Bellwitz und Nostitz. Derzeitige Besitzerin des Schlosses ist Marie Julie Prinzessin von Thurn und Taxis.
- Kapelle in Dolní Beřkovice
- Kirche Johannes des Täufers in Vliněves, erbaut von Josef Zítek anstelle eines 1866 abgetragenen romanischen und dem Mausoleum der Galla Placidia nachgestalteten Vorgängerbaus
- Friedhofskapelle St. Josef in Vliněves, 1858 errichtet

## Söhne und Töchter der Gemeinde
- Ferdinand Georg August von Lobkowicz (1850–1926), böhmischer Politiker und letzter Marschall des Königreiches Böhmen